# Lasius umbratus
Lasius umbratus es una especie de hormiga del género Lasius, tribu, Lasiini, orden Hymenoptera. Fue descrita por Nylander en 1846.

## Distribución
Se distribuye por América del Norte: Canadá, México, Estados Unidos. En Asia: Armenia, China, Georgia, Japón, Mongolia, Corea del Norte y del Sur y Turquía. En Europa: Albania, Austria, Bielorrusia, Bélgica, Bulgaria, Croacia, República Checa, Dinamarca, Estonia, Finlandia, Alemania, Grecia, Hungría, Italia, Letonia, Lituania, Luxemburgo, Macedonia, Moldavia, Montenegro, Países Bajos, Noruega, Polonia, Portugal , Rumania, Eslovaquia, Eslovenia, España, Suecia, Suiza y Reino Unido.

## Hábitat
Habita debajo de piedras y rocas, en el suelo, nidos, en carreteras, brezales, pastizales húmedos y secos, dunas, bosques de cedros y mixtos y sobre la madera muerta. Se ha encontrado a elevaciones de 5-2896 metros.